# 圣日耳曼代克托
圣日耳曼代克托（法語：Saint-Germain-d'Ectot，法語發音：[sɛ̃ ʒɛʁmɛ̃ dɛkto]）是法国卡尔瓦多斯省的一个旧市镇，属于巴约区。2017年，圣日耳曼代克托与市镇临近的3个市镇合并为新市镇欧尔瑟勒并改属维尔区。

## 地理
圣日耳曼代克托（49°7'24"N, 0°43'4"W）面积4.97 平方千米，位于法国诺曼底大区卡爾瓦多斯省，该省份为法国西北部沿海省份，北濒大西洋英吉利海峡，东北与滨海塞纳省以海上边界相接，东临厄尔省，南至奧恩省，西与芒什省接壤。
与圣日耳曼代克托接壤的市镇（或旧市镇、城区）包括：昂克托维尔、利夫里、托尔特瓦勒-凯奈。

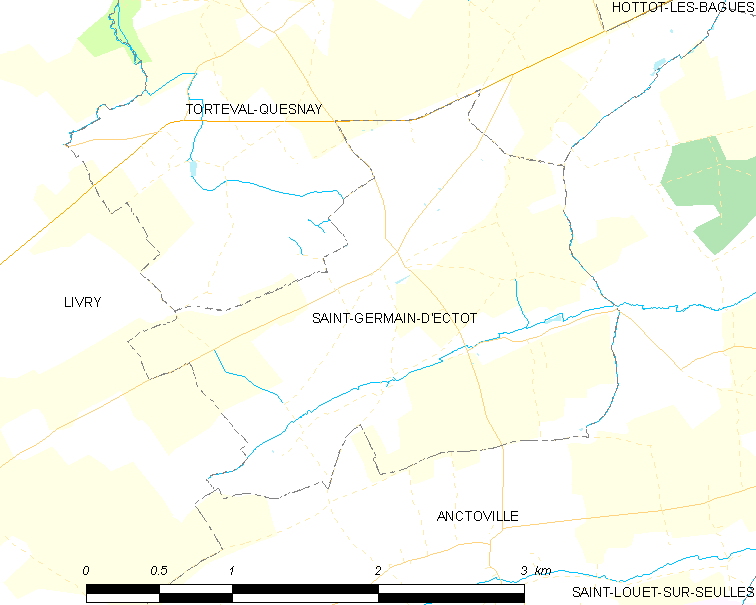
圣日耳曼代克托的OSM定位图

圣日耳曼代克托的时区为UTC+01:00、UTC+02:00（夏令时）。

## 行政
圣日耳曼代克托的邮政编码为14240，INSEE市镇编码为14581。

## 政治
圣日耳曼代克托所属的省级选区为莱蒙多奈县。

## 人口

1962-2008年间圣日耳曼代克托人口变化图示

圣日耳曼代克托于2018年1月1日时的人口数量为278人。